# Notre-Dame-de-Bliquetuit
Notre-Dame-de-Bliquetuit là một xã thuộc tỉnh Seine-Maritime trong vùng Normandie miền bắc nước Pháp.

## Dân số
| 1962                                 | 1968 | 1975 | 1982 | 1990 | 1999 | 2006 |
| ------------------------------------ | ---- | ---- | ---- | ---- | ---- | ---- |
| 386                                  | 383  | 413  | 469  | 504  | 559  | 639  |
| Từ năm 1962: Dân số không tính trùng |      |      |      |      |      |      |